# Dave the Diver
Dave the Diver (с англ. — «Дейв-дайвер») — приключенческая видеоигра, разработанная Mintrocket, подразделением издателя Nexon с 2D графикой и пиксель-арт стилистикой и внутренними мини-играми. Играть предстоит за Дейва, ныряльщика, который изучает океан, собирает рыбу, выполняет задания и управляет суши-рестораном. В игре есть элементы экшена, экономики и ролевых игр, исследования, игр про рыбалку и игр про кулинарию. Игра была выпущена в июне 2023 года для macOS и Windows, а версия для Switch должна выйти позже в 2023 году.

## Описание
Игроки управляют Дейвом, глубоководным ныряльщиком, который берется помогать в управлении суши-рестораном и снабжать шеф-повара необходимой рыбой. Он ловит рыбу в месте под названием «Голубая бездна» (англ. «Blue Hole»), география и фауна которой меняются ежедневно. Игроки могут собирать ресурсы для улучшения или создания новых предметов, таких как водолазное снаряжение и оружие, которые можно использовать в битвах с хищными рыбами и боссами — гигантскими подводными существами. Запас воздуха в баллоне уменьшается быстрее, если Дейв становится перегруженным или получает урон от хищников, таких как акулы. В этой игре запас воздуха также играет роль шкалы здоровья. Поражение в бою заставляет Дейва бросить весь свой груз, кроме одного предмета, который разрешено забрать.
Разные персонажи просят Дэйва оказать им различные услуги, связанные с исследованием, изучением или поиском редких предметов. Когда следует списку заданий, который можно найти в мобильном телефоне Дейва, а также найти покупателей на редкие предметы. Дейв может заниматься дайвингом до трёх раз в день, включая ночную рыбалку. После Дейв везет улов и управляет суши-рестораном. Игроку предстоит разблокировать новые рецепты для приготовления пищи, которые привлекут влиятельных клиентов, нанять персонал, изменить декорации и другое. Приложение на мобильном телефоне в игре под названием «Cooksta» отслеживает популярность и рейтинг ресторана, и может разблокировать дальнейшие улучшения.

## Разработка
Dave the Diver вышла в ранний доступ в октябре 2022 года, а позже Mintrocket выпустили его для Windows и macOS 28 июня 2023 года.

## Прием
| Русскоязычные издания | Русскоязычные издания |
| Издание               | Оценка                |
| --------------------- | --------------------- |
| StopGame.ru           | «Изумительно»         |

В Steam Dave the Diver получил «крайне положительные отзывы». Через два дня после выпуска игра стала пятым самым продаваемым продуктом в Steam во всем мире, а в течение десяти дней было продано более миллиона копий.
На Metacritic Dave the Diver получил «всеобщее признание» на основе отзывов  45 критиков.
PC Gamer высоко оценили сложность игры, но назвали ее «совершенно расслабляющей», добавив, что по состоянию на июнь 2023 года она уже вошла в его список лучших игр года.
IGN назвали игру выбором редакции и сказал, что она «полезная, удивительно сложная и восхитительная, и от нее трудно оторваться».
Polygon отметили множество внутренних мини-игр, которые неожиданно хорошо сочетаются друг с другом, опираясь на хорошо сделанные кат-сцены.
Gamesradar отметили кат-сцены и дали высокую оценку за стиль, и юмор, а также назвали игру «успешной историей».
VideoGamer.com сказали, что в игре «всегда есть чем заняться», и она никогда не выглядит как нудная работа, а назвали геймплей «освежающе отличным».